# Kontovazaina
Kontovazaina (in greco Κοντοβάζαινα?) è un ex comune della Grecia nella periferia del Peloponneso di 2 048 abitanti secondo i dati del censimento 2001.
È stato soppresso a seguito della riforma amministrativa detta Programma Callicrate in vigore dal gennaio 2011 ed è ora compreso nel comune di Gortynia.

## Località
Kontovazaina è formato dall'unione delle seguenti località:
- Dimitra (Dimitra, Stavri)
- Kardaritsi
- Kontovazaina
- Monastiraki (Monastiraki, Arsinaia, Peleki)
- Paralongoi (Paralongoi, Agios Nikolaos, Petas)
- Vachlia (Vachlia, Pera Vachlia)
- Velimachi (Velimachi, Aposkia, Soudeli)
- Vidiaki
- Voutsis